# Paul Deydier
Paul Louis Deydier (ur. 25 lutego 1908 w Marsylii, zm. 5 grudnia 1975 tamże) – francuski szermierz, dwukrotny medalista mistrzostw świata.
Podczas mistrzostw świata w Lozannie w 1935 roku (oficjalnie zawody tego cyklu rozgrywane są pod tą nazwą dopiero od 1937) Francuzi w składzie: Georges Buchard, Philippe Cattiau, Marcel Desprets, Paul Deydier i Michel Pécheux zdobyli złoty medal w szpadzie drużynowej. Na tej samej imprezie Deydier wywalczył srebrny medal w turnieju indywidualnym, rozdzielając na podium Szweda Hansa Drakenberga i Włocha Saverio Ragno.
Nigdy nie wziął udziału w igrzyskach olimpijskich.